# Bloodsport (musikalbum av Sneaker Pimps)
Bloodsport är ett studioalbum av Sneaker Pimps utgivet 22 januari 2002.

## Låtlista
Alla låtar är skrivna och komponerade av Chris Corner; Ian Pickering, förutom "Grazes". 
| Nr  | Titel                                                   | Längd |
| --- | ------------------------------------------------------- | ----- |
| 1.  | Kiro TV                                                 | 3:45  |
| 2.  | Sick                                                    | 4:15  |
| 3.  | Small Town Witch                                        | 4:48  |
| 4.  | Black Sheep                                             | 4:01  |
| 5.  | Loretta Young Silks                                     | 5:58  |
| 6.  | M'aidez                                                 | 5:12  |
| 7.  | The Fuel                                                | 4:51  |
| 8.  | Bloodsport                                              | 5:24  |
| 9.  | Think Harder                                            | 4:44  |
| 10. | Blue Movie                                              | 4:08  |
| 11. | Grazes                                                  | 6:44  |
| 12. | After Every Party I Die (Bonusspår på japanska utgåvan) | 6:48  |